# アナトリー・ソロニーツィン
アナトリー・アレクセイヴィチ・ソロニーツィン（Анато́лий Алексе́евич Солони́цын, 1934年8月30日 - 1982年6月11日）は、ソビエト連邦の俳優。

## 来歴
ソロニーツィンは、アンドレイ・タルコフスキーが監督をつとめた映画『アンドレイ・ルブリョフ』（1967年）、『惑星ソラリス』（1972年）、『鏡』（1975年）、『ストーカー』（1979年）に出演。タルコフスキーは、ソロニーツィンを「生まれながらの映画人」と評した。また、アレクサンドル・ザルヒが監督をつとめた1981年の映画『ドストエフスキーの生涯の26日』に出演し、同作が出品された第31回ベルリン国際映画祭において銀熊賞（男優賞）を受賞した。
1982年、がんにより死去。

## フィルモグラフィ
- 『アンドレイ・ルブリョフ』 - Андрей Рублёв （1967年、出演）
- 『特攻大戦略』 - Один шанс из тысячи （1969年、出演）
- 『道中の点検』 - Проверка на дорогах （1971年、出演）
- 『惑星ソラリス』 - Солярис （1972年、出演）
- 『光と影のバラード』 - Свой среди чужих, чужой среди своих （1974年、出演）
- 『鏡』 - Зеркало （1975年、出演）
- 『ストーカー』 - Сталкер （1979年、出演）
- 『ドストエフスキーの生涯の26日』 - Двадцать шесть дней из жизни Достоевского （1981年、出演）
- 『新しい家族』 - Мужики!.. （1981年、出演）